# Pachycalamus brevis
Genre
Espèce
Statut de conservation UICN

 DD  : Données insuffisantes
Pachycalamus brevis, unique représentant du genre Pachycalamus, est une espèce d'amphisbènes de la famille des Trogonophiidae.

## Répartition
Cette espèce est endémique de l'île de Socotra au Yémen.

## Description
Ce sont des lézards apodes, ovipares, qui mènent une vie de fouisseur.

## Étymologie
Le nom spécifique brevis vient du latin brevis et signifie « court », « petit ».

## Description
Dans sa description, Günther, 1881 indique que le plus grand spécimen en sa possession mesurait environ 185 mm dont environ 13 mm pour la queue. Son dos est gris ardoise et son ventre blanc.

## Publication originale
- Günther, 1881 : Descriptions of the amphisbaenians and ophidians collected by Prof. J.B. Balfour in the Island of Socotra. Proceedings of the Zoological Society of London, vol. 1881, p. 461-463 (texte intégral).